# Saint-Adjutory
Saint-Adjutory é uma comuna francesa na região administrativa da Nova Aquitânia, no departamento de Charente. Estende-se por uma área de 14,04 km². Em 2010 a comuna tinha 493 habitantes (densidade: 35,1 hab./km²).